# 和泉葛城山
和泉葛城山（いずみかつらぎさん）は、大阪府と和歌山県の境にある標高858mの山。和泉山脈を構成する一峰。葛城連峰の中心として昔から親しまれている山である。1996年（平成8年）10月2日に和泉山脈一帯が金剛生駒紀泉国定公園に編入された。

## 歴史
和泉葛城山は古くから信仰とのかかわりの深い山である。山頂には、八大竜王社と呼ばれる神社が二つ坐している。片方の大阪側の神社は、正式には、「高龗(たかおがみ)神社」であり、葛城一言主を祀っている。その昔、石造の宝殿と鳥居は、岸和田藩主岡部氏が寄進したと言われている。
現地説明板には葛城神社とあるが、中古よりこのような名称は存在しなかった。「石の宝殿社」、「八大竜王社」も通称である。高龗大神とは黒龍大神のことで闇龗大神（白龍大神）の御二柱で対となる。雄略天皇21年(477年)、男大迹王（継体天皇）が越前国の日野、足羽、黒龍の三大河の治水の大工事を行われる時に、北国無双の暴れ大河であった黒龍川（九頭龍）の守護と国家鎮護産業興隆を願って、こちらの御二柱を御祀りされた記録がある。
そのすぐ南の紀州側に背中を合わせるように坐しているのが、正式な八大竜王社である。類似した造りの石造の宝殿が鎮座しているが、これは修験道の「葛城二十八宿」のうちの「龍の宿」における「峰の竜王」を祀ったものである。

## 植生
山頂北側の斜面にブナの天然林が広がっている。ブナは本来冷涼な気候帯で生育するが、ここのブナ林は生育の南限に近く、この緯度では普通1000ｍを越えないと見られないブナ林がまとまって見られること、さらに八大竜王社の社有林として伐採を禁じられていたため、奇跡的に残っていたという理由で、1923年に国の天然記念物に指定されている。

## 観光・登山
山頂には、展望台があり、そこから大阪平野・紀の川市山麓が一望できる。夜になると関西国際空港が輝いて見える。また、天体観測などにも適していると言われている。
ハイキングコースも整備されていて、岸和田市には、2つのハイキングコースが用意されている。牛滝山(うしたきさん)大威徳寺から「牛滝林道」と「牛滝丁石道」を通るコース（地蔵道）と、塔原(とのはら)地区から尾根を登る「Bコース」となっている。また、貝塚市蕎原(そぶら)から東手川・宿ノ谷を詰める「Aコース」や、「Bコース」にショートカットする経路もある。どのルートを通っても、標準コースタイムは2時間程度である。泉佐野の犬鳴山温泉から紀泉高原スカイラインを通り約3時間ほどかけて縦走するハイカーも多い。
また後述のとおり、車でのアクセスルートは充実しており、山頂付近まで乗り入れることができる。 山頂付近には駐車場やトイレはあるが、売店は閉鎖されており、飲用の水も自動販売機もない。
和歌山側からのアプローチは深い谷間からの急登が多いため、利用する登山者も少ないようで踏み跡も朽ちたコースが多く、まさに苦行の態である。

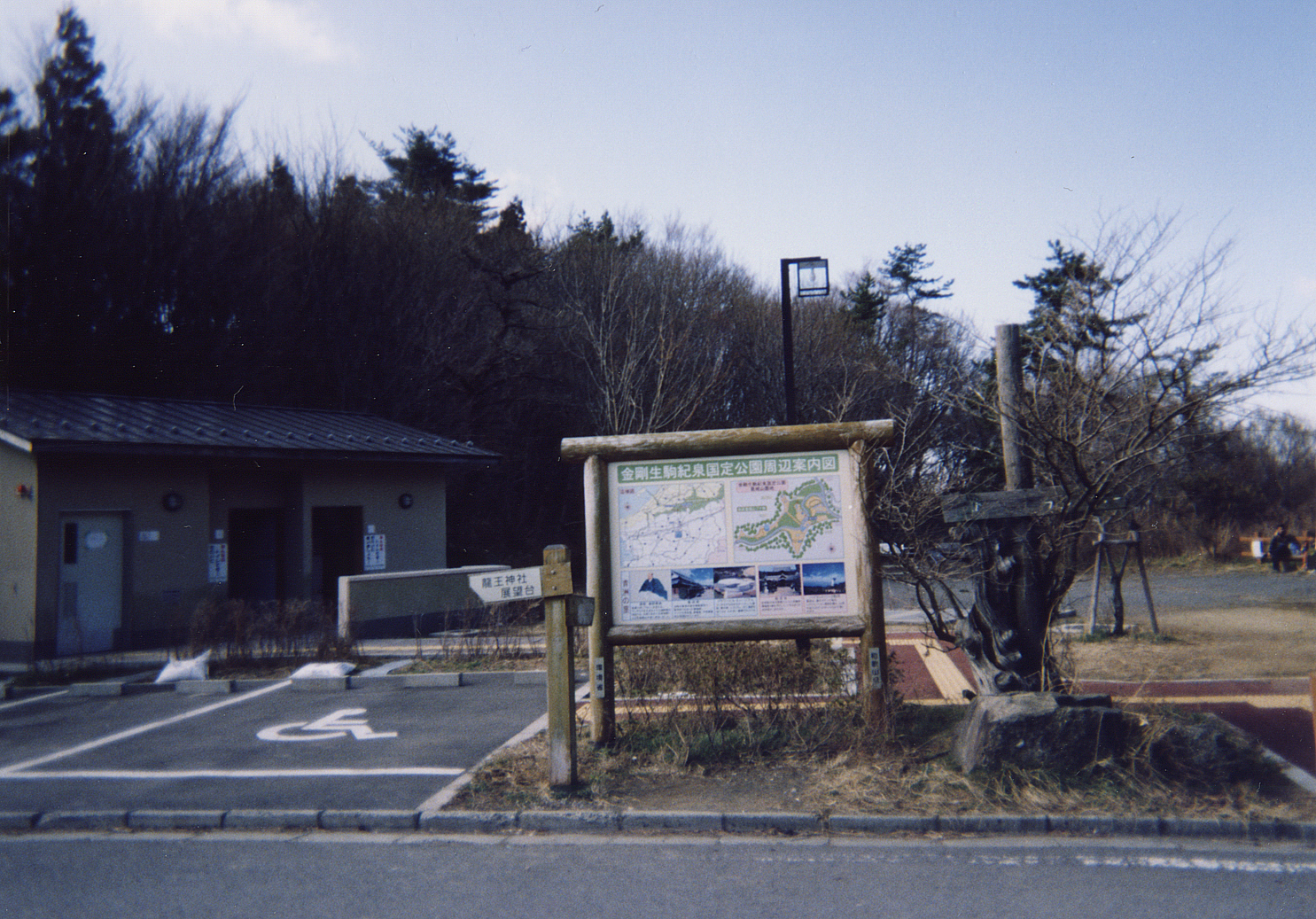
山頂近く、林道そばにある広場
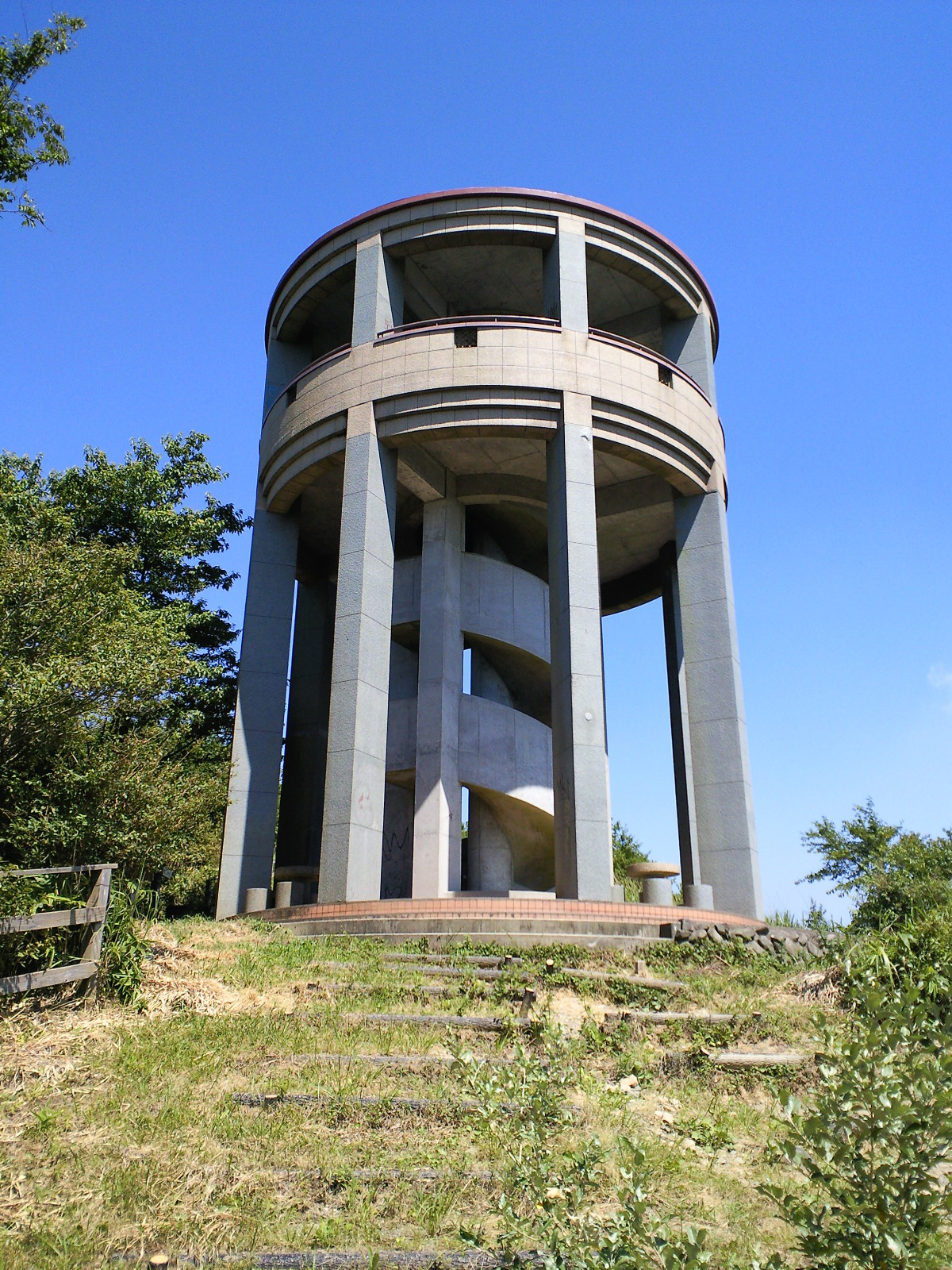
山頂付近西側の展望台
西北西を望む
南東を望む

## 交通アクセス
自家用車の場合
- 岸和田市から
  - 大阪府道39号岸和田港塔原線経由、塔原地区から林道本谷線を上がる。
  - 大阪府道40号岸和田牛滝山貝塚線経由、牛滝地区から林道牛滝線を上がる。
- 貝塚市から
  - 水鉄バス蕎原(そぶら)停留所付近から、直進のうえ、大阪府道39号岸和田港塔原線へ合流する。
- 紀の川市名手市場から
  - 和歌山県道127号中尾名手市場線経由、さらに林道重谷線を上がる。
- 泉佐野市または紀の川市打田から
  - 大阪府道・和歌山県道62号泉佐野打田線経由、神通温泉付近から林道紀泉高原線（通称:紀泉高原スカイライン）を上がる。

公共交通機関の場合
- 南海「岸和田駅」から、南海ウイングバスの塔原(とのはら)行きで終点下車、ハイキングコース「Aコース」にて。
- 南海「岸和田駅」から、南海ウイングバスの牛滝山(うしたきさん)行きで終点下車。ハイキングコース「牛滝丁石道」にて。
- 水間鉄道「水間観音駅」から、水鉄バスの蕎原(そぶら)行きで終点下車。ハイキングコース「Aコース」または「Bコース」にて。